# Neopilina bruuni
Neopilina bruuni är en blötdjursart som beskrevs av Menzies 1968. Neopilina bruuni ingår i släktet Neopilina och familjen Neopilinidae. Inga underarter finns listade i Catalogue of Life.